# Shadowchaser 4
Pour plus de détails, voir Fiche technique et Distribution.
Shadowchaser 4 + Mark Roper + Alien Chaser film d'action américain réalisé par Mark Roper, sortie en 1996.

## Synopsis
Un couple d'archéologue, dont le fils, victime d'un grave accident, est alité dans un hôpital de brousse, découvre sur un site africain un étrange artefact recouvert de signes cunéiformes.
Alors qu'ils s'apprêtent à remettre l'objet aux hommes de mains de leur mécène, ils sont attaqués par un androïde qui, semble-t-il, n'a qu'un seul objectif : récupérer cet objet qu'il nomme la clé d'Orion.
Commence alors une course poursuite avec la vie de leur enfant comme enjeu.

## Fiche technique
- Titre : Shadowchaser 4 + Orion's Key + Alien Chaser
- Réalisation : Mark Roper
- Genre : Action, Science-fiction
- Pays de production : États-Unis
- Durée : 99 minutes
- Date de sortie :
  - États-Unis : 1996
- Classifications : Interdit aux moins de 12 ans
- En France sortie en VHS + DVD

## Distribution
- Frank Zagarino : Sirius